# Артуис ап Мор
Артуис ап Мор (валл. Arthwys ap Mor) (род. ок.465) — король Пеннин, Эбрука и Калхвинеда.

## Биография
Артуис родился в семье короля Эбрука Мора ап Кенеу около 455 года. В 470 году его отец умер, перед смертью разделив свои владения. Артуис получил Пеннины, возвышенности в западной части Эбрука, а его старший брат Эйнион ап Мор — Эбрук. В третей трети V века, Артуис, завоевал земли, на которых ранее существовало государство Каэр-Лериона (Хартфордшир, Бакингемшир и Бедфордшир и Восточный Мидленд без Линкольншира), захваченное англами.
В 495 году англы под предводительством Ослы напали и захватили Эбрук и убили его короля Эйниона. Артуис сразу же напал на них и отомстил за брата, выгнав англов. Артуис стал управлять Эбруком, не передав престол Элифферу, по одним данным — сыну Эйниона, по другим — самого Артуиса.
Около 530 года Артуис умер. Его владения простирались на севере от Регеда и Бринейха до Каэр-Лундейна на юге. Королём Пеннинов стал Пабо Столб Британии. Из-за схожести имён и удачной антианглосаксонской политики Артуис ап Мор считается одним из прототипов Короля Артура.